# 濱口高彰
濱口 高彰（はまぐち たかあき、1968年2月26日 - ）は、日本の元競輪選手。愛知県名古屋市出身（出生は三重県）。日本競輪学校（当時。以下、競輪学校）第59期生。現役時代は日本競輪選手会岐阜支部所属、ホームバンクは岐阜競輪場であった。初出走は1987年5月2日の福井競輪場（8着）。初勝利は同月25日の熊本競輪場。
ニックネームは「ハマちゃん」・「中部の総帥」・「中部の司令塔」。

## 来歴
自転車競技を行うために岐阜県立岐南工業高等学校へ入学し、卒業後は競輪学校に第59期生として入学。デビュー後は順調にトップクラスへ駆け上がり、特別競輪の決勝に勝ち上がるなど徐々に知名度を上げていった。
やがて1997年の第50回日本選手権競輪の決勝で、逃げる山田裕仁の番手から抜け出して特別初優勝を果たし、この時の優勝インタビューにおいて「この優勝を期に、特別競輪の優勝は中部でたらいまわしにします」と豪語したことが話題となったが、その後の中部勢の活躍のきっかけとなったことを見る限り、実に的を射た言葉となった。
2001年11月には第17回読売新聞社杯全日本選抜競輪の決勝において、内から突っ込んできた小川圭二とゴール前で際どい勝負となったが、写真判定の末に微差で小川を下して二度目のGI制覇。ただしこのレースでは、同県の山田裕仁（すでに賞金獲得額で年末のKEIRINグランプリ01出場を確定させていた）が援護に終始し全力を出し切らず敗北したため、「ファンに背く作戦」として山田と共に大きな非難を浴びた。
2007年、松戸競輪場で行われた第3回サマーナイトフェスティバル決勝で、同じ岐阜競輪場をホームバンクとする永井清史の逃げに乗ってゴール前差し、GIIとしては初の優勝を果たしてトップクラスとしての実力を改めて証明した。
2013年11月4日、準地元である大垣記念（GIII）3日目第8レース（特選）で1着となり、S級創設以降史上20人目となる通算500勝を達成。デビューから26年7か月3日であった。2014年3月11日に岐阜競輪場で表彰式が執り行われた。
2020年12月19日、2020年下期限りでの現役引退を表明。娘が2021年春に大学を卒業予定であり、そのタイミングで引退を決めていたことを理由に挙げた。
2021年1月、A級1班に降格。ただ、A級戦には一度も出走することなく1月13日、選手登録消除。通算成績は2906戦564勝、優勝回数67回（うちGI2回）。引退直後の1月20日、ホームバンクであった岐阜競輪場で引退報告会が執り行われた。
現役引退後は地元の岐阜新聞社に入社し、競輪記者として活動している。岐阜競輪場の公式サイトでは、当地開催の全レース予想コーナー「ハマちゃんスマイル」を持つ。

## 主な獲得タイトル
- 1997年 - 日本選手権競輪（岸和田競輪場）
- 2001年 - 読売新聞社杯全日本選抜競輪（花月園競輪場）

## 競走スタイル
デビュー当初は自力戦法だったが、のち追込に専念してから活躍するようになった。前を走る先行選手を確実に捉える差し脚と、その先行選手を2着に残す絶妙のセンスを併せ持った。また、混戦時には思わぬ位置から直線で伸びを見せることもあった。

## エピソード
- 顔が似ており、同姓かつニックネームも同じく「ハマちゃん」である、笠松競馬場所属の濱口楠彦騎手とは血縁関係はない。ただし、共に三重県出身ではある。
- 弟子に、長野オリンピックショートトラック銅メダリストの植松仁がいた。なお、植松は師匠より先に2010年に競輪選手を引退している。
- 自宅には仕事の物やトロフィーなどは一切持ち込まないという、独特のスタイルを貫いている[8]。
- 1998年に競輪祭初出場。以後、2012年に連続25回出場を達成（濱口の連続出場記録は26回）したが、当時のJKAの表彰規程は20回までであり[9]、表彰対象とはならなかったという[10]（なお、神山雄一郎は連続25回を達成した2017年大会にて表彰された）。